# Quay (court métrage)
Pour les articles homonymes, voir Quay.
 (juillet 2025).
Pour plus de détails, voir Fiche technique et Distribution.
Quay est un court métrage documentaire britannique écrit, composé, produit, et réalisé par Christopher Nolan. 
L'avant-première a lieu le 19 août 2015 au Film Forum à New York.

## Synopsis
Le documentaire met en lumière le travail des frères jumeaux Stephen et Timothy Quay, réalisateurs de films d'animation, au sein de leur studio de Londres.

## Fiche technique
- Titre original : Quay
- Réalisation : Christopher Nolan
- Scénario : Christopher Nolan
- Direction artistique : Wuchan Kim
- Photographie : Christopher Nolan
- Son : Michael Babcock, Ryan Murphy, Tony Pilkington, Andy Thompson
- Montage : Christopher Nolan
- Musique : Christopher Nolan
- Production : Christopher Nolan, Andy Thompson
- Société de production : Syncopy
- Sociétés de distribution : Syncopy, Zeitgeist Films, BFI Video
- Pays d'origine :  Royaume-Uni
- Langue originale : anglais
- Format : couleur
- Genre : court métrage documentaire
- Durée : 8 minutes
- Dates de sortie :
  - États-Unis : 19 août 2015

## Distribution
- Stephen Quay : lui-même
- Timothy Quay : lui-même